# Der Vogelhändler (1935)
Der Vogelhändler ist eine deutsche Operettenverfilmung und hat Carl Zellers gleichnamiges Werk als Vorlage. Regie führte E. W. Emo.

## Handlung
Die Handlung spiegelt die gleichnamige Operette wider und wurde im Fürstenhof- und Kleinstadtmilieu inszeniert.

## Produktion
Die Produktion wurde von der Majestic-Film GmbH ausgeführt. Den ursprünglichen Verleih übernahm die Rota-Filmverleih AG im Tobis-Konzern. Die Uraufführung fand am 26. September 1935 in Leipzig statt.
Die Filmprüfstelle Berlin vergab dem Film am 6. September 1935 die Prüfnummer 40008.